# Every Day and Every Night
Every Day and Every Night è un EP del gruppo musicale statunitense Bright Eyes, pubblicato nel 1999.

## Tracce
1. A Line Allows Progress, a Circle Does Not – 3:25
2. A Perfect Sonnet – 3:41
3. On My Way to Work – 4:10
4. A New Arrangement – 5:13
5. Neely O'Hara – 6:22

## Formazione
- Conor Oberst – chitarra, voce, sampling, tastiera, basso
- Eric Bemberger – chitarra elettrica
- Tim Kasher – cori
- Joe Knapp – batteria, percussioni, voce
- Matt Maginn – basso
- AJ Mogis – piano, loops
- Mike Mogis – organo, pedal steel, vibrafono, tastiera, percussioni
- Angelina Mullikin – violino